# Stazione di Heiwa
La stazione di Heiwa (平和駅?, Heiwa-eki) è una stazione della città di Sapporo situata sulla linea Chitose, nel quartiere di Shiroishi-ku.

## Linee
JR Hokkaido
■ Linea Chitose

## Struttura
La stazione è dotata di due banchine a isola che servono 4 binari.
| 1 | ■ Linea Chitose |  | Per Shin-Sapporo, Kita-Hiroshima, Aeroporto di Shin-Chitose e Tomakomai |
| 2 | ■ Linea Chitose |  | Per Sapporo, Teine e Otaru                                              |

## Stazioni adiacenti
| «             | Servizio      | »             |
| Linea Chitose | Linea Chitose | Linea Chitose |
| ------------- | ------------- | ------------- |
| Shin-Sapporo  | Locale        | Shiroishi     |